# Institut für Marxismus-Leninismus beim Zentralkomitee der SED

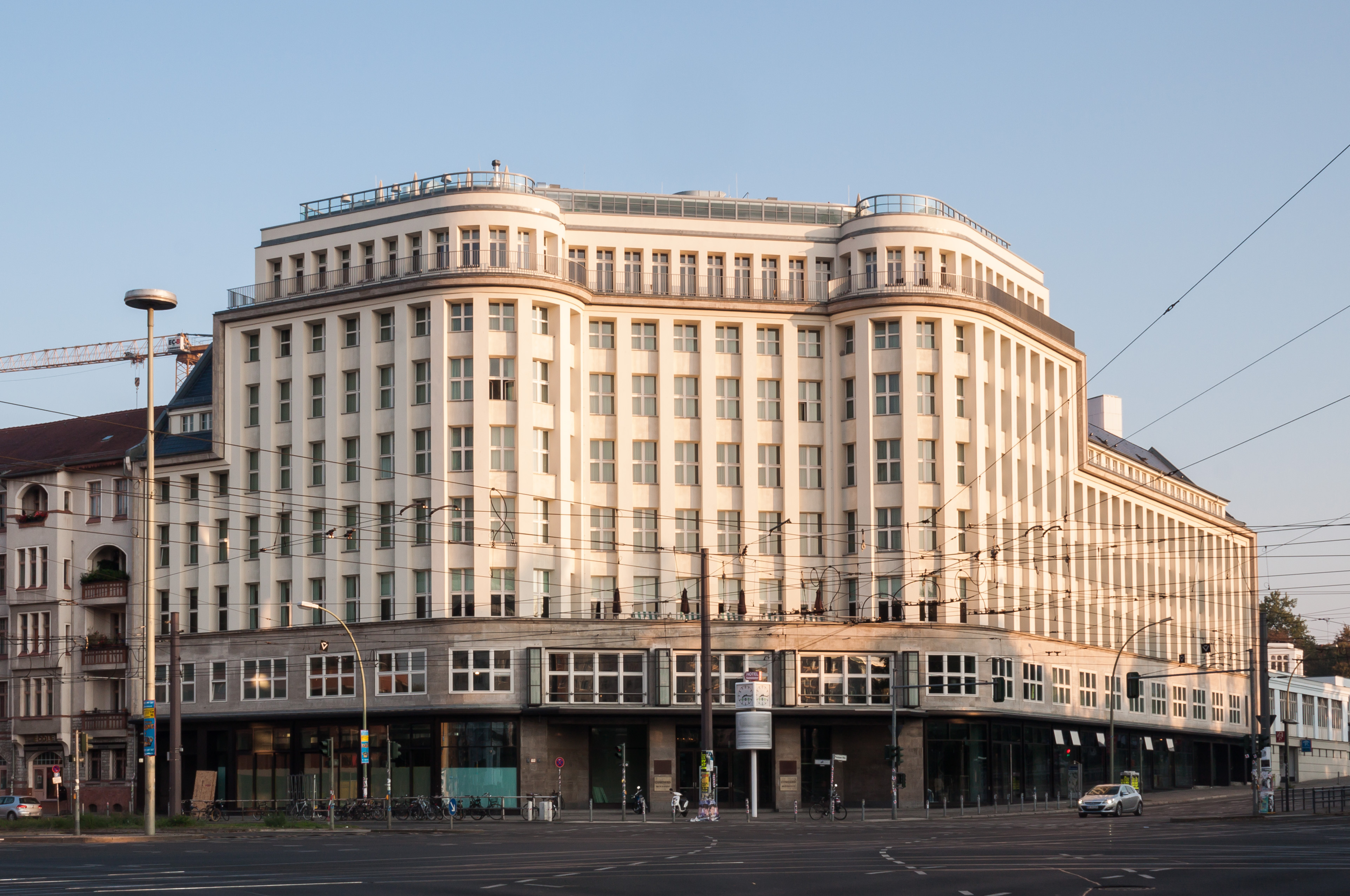
Ehemaliges Kaufhaus Jonaß, von 1959 bis 1990 Sitz des Instituts für Marxismus-Leninismus beim Zentralkomitee der SED

Das Institut für Marxismus-Leninismus beim Zentralkomitee der Sozialistischen Einheitspartei Deutschlands (IML) wurde 1949 unter dem Namen Marx-Engels-Lenin-Institut in Ost-Berlin gegründet und 1953 zu Ehren des verstorbenen Josef Stalin in Marx-Engels-Lenin-Stalin-Institut umbenannt. Im Rahmen der beginnenden Entstalinisierung erhielt es 1956 den Namen Institut für Marxismus-Leninismus. Im Status einer Abteilung des Zentralkomitees der Sozialistischen Einheitspartei Deutschlands (SED)  unterstand es bis 1957 direkt den ZK-Sekretären Fred Oelßner und anschließend bis 1989 Kurt Hager.
Es fungierte ab 1969 in den Disziplinen Marx-Engels-Forschung und Geschichte in der DDR als wissenschaftliche Leiteinrichtung. Zu diesem Zweck waren am Institut der „Wissenschaftliche Rat für die Marx-Engels-Forschung“ unter Heinrich Gemkow und der „Rat für Geschichtswissenschaft der DDR“ unter Ernst Diehl angesiedelt. Grundlage der Arbeit waren Jahrespläne, die sich in Analogie zum jeweiligen Fünfjahrplan der Volkswirtschaft aus dem für fünf Jahre geltenden und vom Politbüro der SED beschlossenen Zentralen Forschungsplan der Gesellschaftswissenschaften der DDR ergaben. Das Institut wurde 1990 aufgelöst. Die Archive wurden im Jahr 1993 an die Stiftung Archiv der Parteien und Massenorganisationen der DDR (SAPMO) übertragen und werden heute vom Bundesarchiv aufbewahrt.

## Geschichte

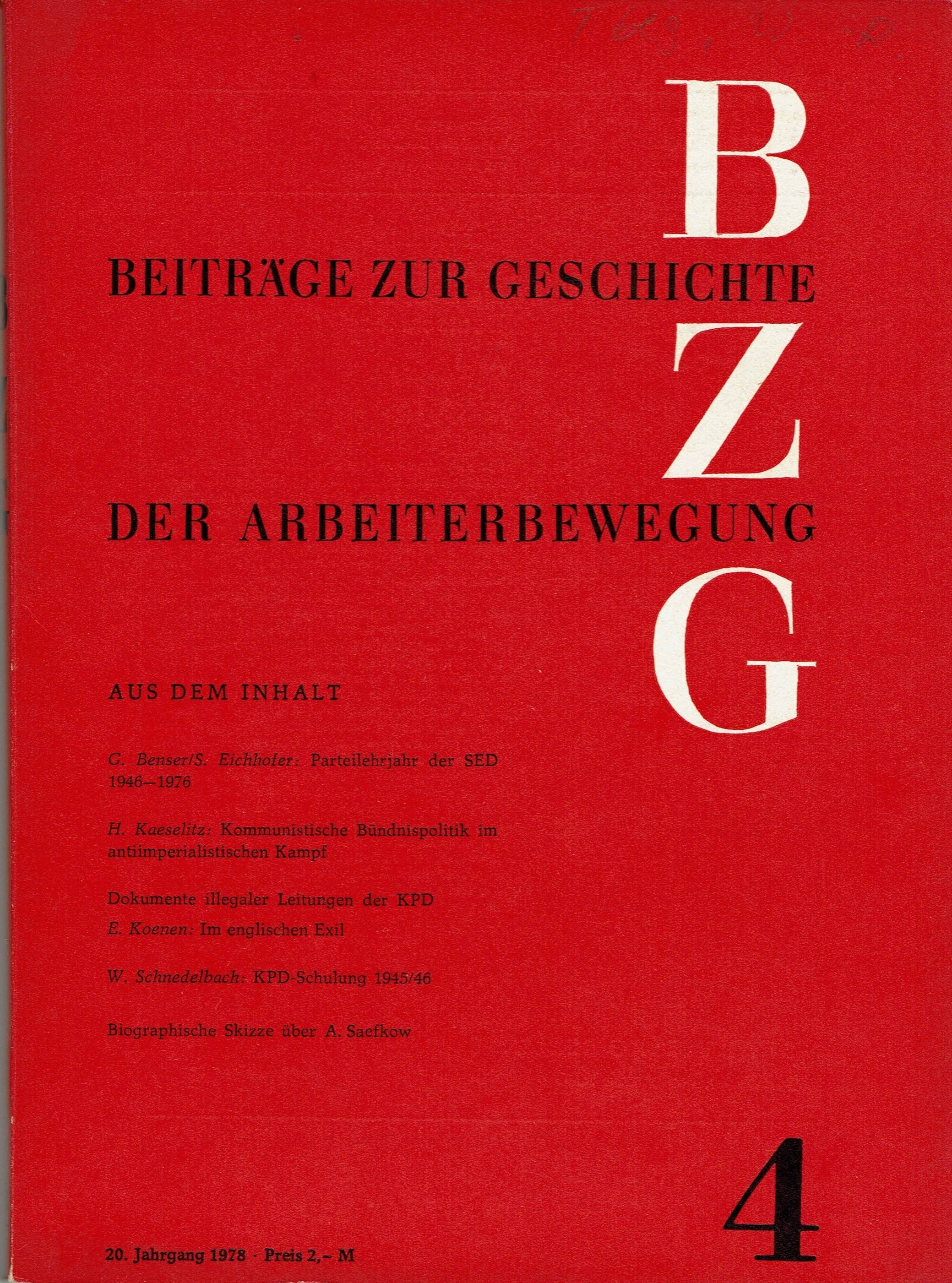
Zeitschrift Beiträge zur Geschichte der Arbeiterbewegung von 1978

Das Institut gliederte sich in folgende Abteilungen: Marx-Engels-Abteilung (ab 1953); Lenin-Abteilung (ab 1951); Stalin-Abteilung (1949 bis 1954); Abteilung Geschichte der deutschen Arbeiterbewegung von den Anfängen bis 1945 (ab 1953); Abteilung Geschichte der deutschen Arbeiterbewegung von 1945 bis zur Gegenwart (ab 1969); Abteilung Geschichte der Örtlichen Arbeiterbewegung und der Betriebsgeschichte (ab 1978); Abteilung Geschichte der Internationalen Arbeiterbewegung; Abteilung Wissenschaftlicher Kommunismus (ab 1961); Redaktion „Beitrage zur Geschichte der Arbeiterbewegung“ (ab 1959); Zentrales Parteiarchiv (ab 1963); Bibliothek (ab 1949).
Es initiierte zusammen mit dem Institut für Marxismus-Leninismus beim Zentralkomitee der KPdSU den zweiten Anlauf für eine historisch-kritische Gesamtausgabe der Werke, Reden und Manuskripte von Karl Marx und Friedrich Engels (MEGA2).
Das IML existierte bis Anfang Januar 1990, die Nachfolgeorganisation Institut für Geschichte der Arbeiterbewegung bestand bis zum 31. März 1992.
Das Institut hatte nach seiner Gründung zunächst seinen Sitz in der Friedrich-Ebert-Straße 30/31 (dem ehemaligen Reichstagspräsidentenpalais) gegenüber dem Reichstagsgebäude (jetzt Friedrich-Ebert-Platz 2), von 1959 bis 1990 im ehemaligen Kaufhaus Jonaß in Berlin.
Der Aufbau eines Zentralkatalogs zur Geschichte des Sozialismus und der deutschen und internationalen Arbeiterbewegung war ein Projekt der Instituts-Bibliothek als der zentralen wissenschaftlichen Bibliothek der SED. Anlässlich einer Ausstellung im Museum für Deutsche Geschichte vom 15. Februar bis 19. März 1989 wurde der seit 1950 inventarisierte Bestand mit rund 400.000 Bänden Buchliteratur und etwa 70.000 Bänden Zeitungen und Zeitschriften beziffert.

## Direktoren
- Josef Winternitz (1949 bis 1950)
- Bernhard Dohm (1951 bis 1953)
- Anton Ackermann (1953)
- Ludwig Einicke (1953 bis 1962)
- Roland Bauer (1962 bis 1964)
- Lothar Berthold (1964 bis 1968)
- Günter Heyden (1969 bis 1989)
- Günter Benser (1989 bis 1990/1992)

## Leiter der Bibliothek
- Bruno Kaiser (1946–1972)
- Jürgen Stroech (1972–1990)

## Leiter des Archivs
- Heinz Voßke (1963–1990)

## Publikationen des IML (Auswahl)

### Mehrbändige
- J. W. Stalin: Werke. 13 Bände. Dietz Verlag, Berlin 1950–1955.
- Rosa Luxemburg: Ausgewählte Reden und Schriften. 2 Bände. Dietz Verlag, Berlin 1951.
- Walter Ulbricht: Zur Geschichte der Deutschen Arbeiterbewegung – Aus Reden und Aufsätzen. 7 Bände. Dietz Verlag 1952–1964.
- Wilhelm Pieck: Gesammelte Reden und Schriften. 6 Bände. Dietz Verlag, Berlin 1955–1981.
- Ernst Thälmann. Reden und Aufsätze zur Geschichte der deutschen Arbeiterbewegung. 2 Bände. Dietz Verlag, Berlin 1955–1956.
- W. I. Lenin: Werke. (40 Bände, 2 Ergänzungsbände, Register, Vergleichendes Inhaltsverzeichnis). Dietz-Verlag, Berlin 1956–1972.[5]
- Marx-Engels-Werke. 39 Bände (in 43 Büchern). Dietz Verlag 1956–1989.
- Karl Liebknecht: Gesammelte Reden und Schriften. 9 Bände. Dietz Verlag, Berlin 1958–1971.
- Geschichte der deutschen Arbeiterbewegung. 8 Bände. Dietz Verlag 1966.
- W. I. Lenin: Briefe. (10 Bände). Dietz Verlag, Berlin 1967–1976.[6]
- Rosa Luxemburg: Gesammelte Werke, 5 Bände. Dietz Verlag, Berlin 1970–1975.
- Der Bund der Kommunisten. Dokumente und Materialien. 3 Bände. Dietz Verlag, Berlin 1970–1984.
- Erich Honecker: Reden und Aufsätze. 12 Bände. Dietz Verlag, Berlin 1975–1988.
- August Bebel: Ausgewählte Reden und Schriften.  Band 1, Band 2 und Band 6. Dietz Verlag, Berlin 1978–1983.

### Illustrierte
- Zur Geschichte der Kommunistischen Partei Deutschlands. Eine Auswahl von Materialien und Dokumenten aus den Jahren 1914 bis 1946. Dietz Verlag 1954.
- Ernst Thälmann, Bilder und Dokumente aus seinem Leben. Dietz Verlag, Berlin 1955.
- Illustrierte Geschichte der deutschen frühbürgerlichen Revolution. Dietz Verlag, 1974.
- Mit der Sowjetunion für immer fest verbunden. Eine Bilddokumentation. Dietz Verlag, Berlin 1974.
- Die Vereinigung von KPD und SPD zur SED in Bildern und Dokumenten. Dietz Verlag, Berlin 1976.
- Illustrierte Geschichte der Großen Sozialistischen Oktoberrevolution. Dietz Verlag 1977.
- Illustrierte Geschichte der deutschen Novemberrevolution 1918/1919. Dietz Verlag, Berlin 1978.
- Karl Marx und Friedrich Engels Ihr Leben und ihre Zeit. Dietz Verlag, Berlin 1978.
- Das Sozialistengesetz 1878–1890. Illustrierte Geschichte des Kampfes der Arbeiterklasse gegen das Ausnahmegesetz. Dietz Verlag 1980.
- Illustrierte Geschichte der Deutschen Demokratischen Republik. Dietz Verlag 1984.
- Tarnschriften der KPD aus dem antifaschistischen Widerstandskampf. Originalgetreue Reproduktion von 12 Heften aus den Jahren 1935/1936. Dietz Verlag, Berlin 1986.
- Illustrierte Geschichte der deutschen Revolution 1848/49. Dietz Verlag, Berlin 1988